# Спіннерстаун (Пенсільванія)
Спіннерстаун (англ. Spinnerstown) — переписна місцевість (CDP) в США, в окрузі Бакс штату Пенсільванія. Населення — 1697 осіб (2020).

## Географія
Спіннерстаун розташований за координатами 40°26′35″ пн. ш. 75°26′57″ зх. д. / 40.44306° пн. ш. 75.44917° зх. д. (40.443089, -75.449123).  За даними Бюро перепису населення США в 2010 році переписна місцевість мала площу 4,91 км², з яких 4,89 км² — суходіл та 0,02 км² — водойми.

## Демографія
Згідно з переписом 2010 року, у переписній місцевості мешкало 1826 осіб у 580 домогосподарствах у складі 495 родин. Густота населення становила 372 особи/км².  Було 586 помешкань (119/км²).
Расовий склад населення:
| - 94,3 % — білих - 1,9 % — азіатів - 1,4 % — чорних або афроамериканців - 0,1 % — вихідців з тихоокеанських островів - 0,1 % — корінних американців |

До двох чи більше рас належало 2,0 %. Частка іспаномовних становила 2,0 % від усіх жителів.
За віковим діапазоном населення розподілялося таким чином: 29,8 % — особи молодші 18 років, 62,9 % — особи у віці 18—64 років, 7,3 % — особи у віці 65 років та старші. Медіана віку мешканця становила 37,5 року. На 100 осіб жіночої статі у переписній місцевості припадало 99,6 чоловіків;  на 100 жінок у віці від 18 років та старших — 97,7 чоловіків також старших 18 років.
Середній дохід на одне домашнє господарство  становив 98 876 доларів США (медіана — 83 977), а середній дохід на одну сім'ю — 99 985 доларів (медіана — 85 972). За межею бідності перебувало 10,2 % осіб, у тому числі 15,4 % дітей у віці до 18 років та 19,9 % осіб у віці 65 років та старших.
Цивільне працевлаштоване населення становило 1034 особи. Основні галузі зайнятості: освіта, охорона здоров'я та соціальна допомога — 27,6 %, виробництво — 15,2 %, роздрібна торгівля — 11,0 %, будівництво — 10,3 %.